# Ariana Afghan Airlines
Ariana Afghan Airlines (Paschtoد آریانا افغان هوائی شرکت) ist die staatliche Fluggesellschaft Afghanistans mit Sitz in Kabul und Basis auf dem Flughafen Kabul.

## Geschichte

### Gründung und erste Jahre

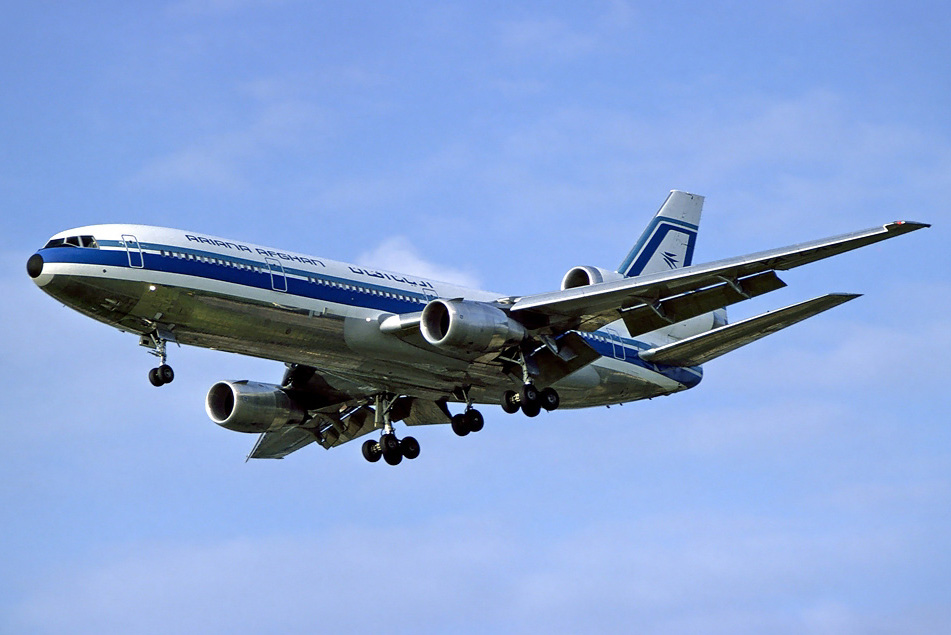
McDonnell Douglas DC-10 der Ariana Afghan Airlines

Ariana Afghan Airlines Co. Ltd. wurde am 28. Januar 1955 gegründet. Die Afghanische Indama Corp. stellte die ersten Flugzeuge vom Typ Douglas DC-3 zur Verfügung und erhielt 49 % der Anteile. Diese Anteile übernahm 1956 Pan American World Airways. Die internationalen Strecken waren damals Delhi, Ankara, Beirut, Prag und Frankfurt. Zum Einsatz kamen Douglas DC-4 und später Douglas DC-6. Im Jahr 1968 erhielt die Fluggesellschaft ihre erste Boeing 727, gefolgt von einer McDonnell Douglas DC-10 im Oktober 1979.
Auch nach dem Einmarsch der Sowjetischen Armee 1979 wurde der Flugbetrieb der Ariana aufrechterhalten. Im März 1985 verfügte die Flotte nur noch über die DC-10 und zwei Boeing 727-100C. Im April 1985 wurde das Unternehmen auf sowjetischen Druck hin gezwungen, die McDonnell Douglas DC-10 an British Caledonian zu verkaufen und anstelle dessen drei Tupolew Tu-154 anzuschaffen. Im Oktober 1985 wurde Ariana durch die afghanische Regionalfluggesellschaft Bakhtar Afghan Airlines übernommen, die mit diesem Schritt zur nationalen Fluggesellschaft avancierte. Im Jahr 1987 wurden zwei Tupolew Tu-154M an Bakhtar ausgeliefert. Im Jahr 1988 wurden beide Unternehmen unter dem Namen Ariana Afghan Airlines zu einer, sowohl nationale als auch internationale Destinationen bedienenden, Fluggesellschaft verschmolzen. Die von Kabul aus angeflogenen internationalen Destinationen waren jedoch nurmehr Amritsar, Delhi, Moskau und Taschkent; die Flotte bestand aus zwei Tu-154M, zwei Boeing 727-100, zwei Antonow An-24, zwei Antonow An-26, zwei Jakowlew Jak-40 und einer de Havilland Canada DHC-6 Twin Otter.
Nach der Machtübernahme der Taliban 1996 wurden, bedingt durch die Abschottungspolitik der Machthaber, viele der übrig gebliebenen internationalen Verbindungen gekappt; lediglich Länder wie Indien, Saudi-Arabien und die Vereinigten Arabischen Emirate wurden angeflogen. Die Flotte war auf wenige Maschinen reduziert, darunter einige Antonow, eine Jakowlew Jak-40 und drei Boeing 727. Laut Bericht der Los Angeles Times stand die Fluggesellschaft in Diensten von al-Qaida und beförderte für diese militante Islamisten nach Afghanistan. Im Oktober 1999 existierte, bedingt durch die internationalen Sanktionen, offiziell nur noch eine Verbindung nach Dubai. Im Oktober 2001 wurden sieben Flugzeuge der Flotte auf dem Flughafen Kabul bei einem US-Bombardement am Boden zerstört. Im November 2001 wurde der Flugbetrieb komplett eingestellt. Von der Flotte übrig geblieben waren lediglich eine Boeing 727 und eine Antonow An-24.

### Entwicklung seit 2001
Nach der Entmachtung der Taliban Ende 2001 nahm Ariana im Dezember 2001 den Betrieb wieder auf. Bereits im Januar 2002 wurde die erste internationale Verbindung nach Neu-Delhi aufgenommen. Als Geste des guten Willens stellte die indische Regierung drei Airbus A300 der Air India für internationale Strecken zur Verfügung. Im Oktober 2002 konnte eine wöchentliche Verbindung nach Frankfurt eingerichtet werden, die mit einem Airbus A300 bedient wurde. Im Jahr 2003 flogen zwei Boeing 747-200 für die Gesellschaft.
Im März 2006 wurde die Fluggesellschaft in die Liste der Betriebsuntersagungen für den Luftraum der Europäischen Union aufgenommen und durfte nicht mit eigenen Maschinen im Luftraum der Europäischen Union fliegen. Ab April 2008 wurden wöchentlich zwei Flüge nach Frankfurt mit einer geleasten (und daher vom Flugverbot ausgenommenen) Boeing 757-200 durchgeführt. Anfang 2009 wurde mit Zwischenlandung in Istanbul mit einem ebenfalls gecharterten Airbus A310 geflogen, ab Januar 2010 durfte die Gesellschaft wieder ohne Zwischenlandung in Istanbul direkt von Kabul nach Frankfurt fliegen. Diese Erlaubnis wurde aber am 7. Juli 2010 von der EU-Kommission widerrufen. Zum 1. Oktober 2011 wurde die Verbindung von Kabul nach Frankfurt eingestellt.

## Flugziele
Ariana Afghan Airlines bedient Verbindungen innerhalb Afghanistans sowie im Nahen Osten, in die Türkei und nach Russland.

## Flotte

### Aktuelle Flotte
Mit Stand Dezember 2022 bestand die Flotte der Ariana Afghan Airlines aus vier Flugzeugen mit einem Durchschnittsalter von rund 29 Jahren:
| Flugzeugtyp     | Anzahl | bestellt | Anmerkungen                                              | Sitzplätze (Business/Economy) |
| --------------- | ------ | -------- | -------------------------------------------------------- | ----------------------------- |
| Airbus A310-300 | 2      |          | ehemalige Maschine von Turkish Airlines, Baujahr 1989    | 237 (-/237)                   |
| Boeing 737-400  | 2      |          | ehemalige Maschinen von Turkish Airlines, Baujahr 1993   | 142 (8/134)                   |
| Boeing 737-500  | 3      |          | von Linhas Aéreas de Moçambique übernommen, Baujahr 1998 | 108 (12/99)                   |
| Gesamt          | 7      | -        |                                                          |                               |

### Ehemalige Flugzeugtypen

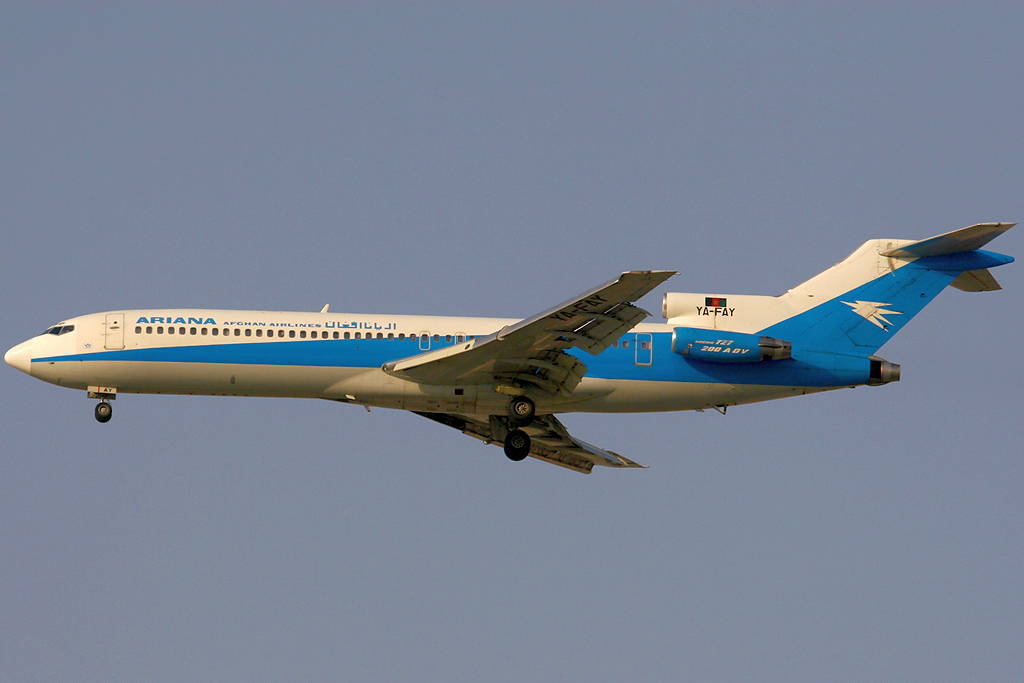
Boeing 727-200 der Ariana Afghan Airlines

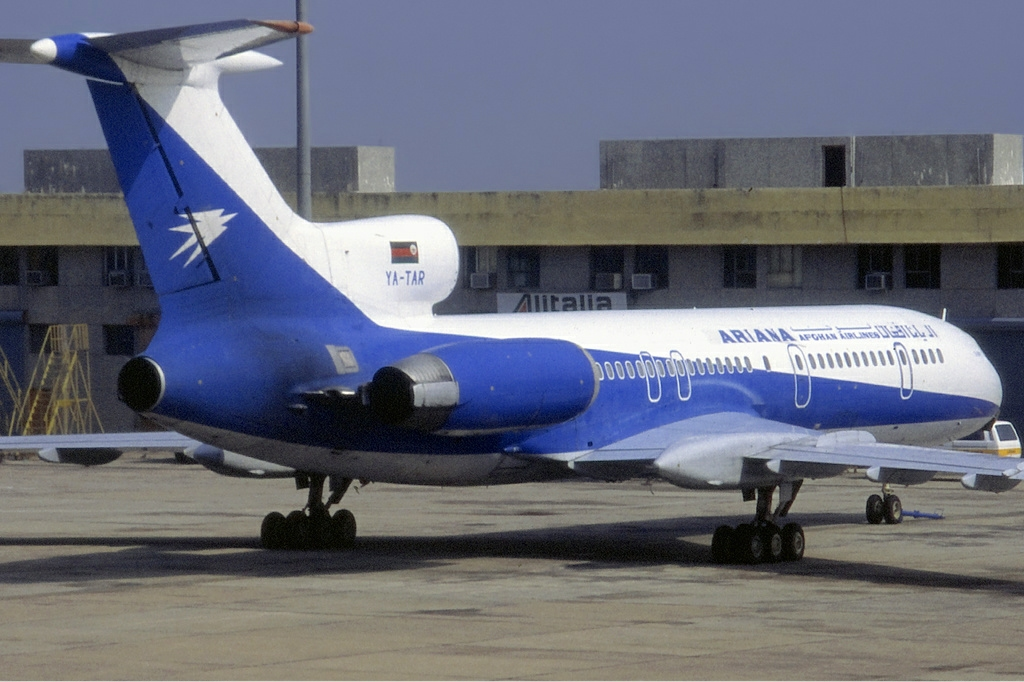
Tupolew Tu-154M der Ariana Afghan Airlines, Delhi 1992

Zuvor setzte Ariana auch folgende Flugzeugtypen ein:
- Airbus A300
- Airbus A320[32]
- Antonow An-12
- Antonow An-24
- Antonow An-26
- Boeing 720
- Boeing 727-100
- Boeing 727-200
- Boeing 747-200
- Convair CV-440
- de Havilland Canada DHC-6 Twin Otter
- Douglas DC-3
- Douglas DC-4
- Douglas DC-6
- Jakowlew Jak-40
- McDonnell Douglas DC-10
- Tupolew Tu-154

## Zwischenfälle
Von 1959 bis Januar 2022 kam es bei Ariana Afghan Airlines zu 24 Totalverlusten, davon 8 Zwischenfällen mit 156 Todesopfern. Die Mehrzahl der Totalschäden war auf kriegerische oder terroristische Aktionen zurückzuführen.
- Am 21. November 1959 kollidierte eine Douglas DC-4 der Ariana (Luftfahrzeugkennzeichen YA-BAG) wenige Minuten nach dem Start vom Flughafen Beirut dreißig Kilometer nordöstlich des Flugplatzes mit einem Berg. Von den 27 Insassen überlebten nur 3 Passagiere.[34]

- Am 5. Januar 1969 wurde eine Boeing 727-113C der Ariana (YA-FAR) beim nächtlichen Landeanflug auf den Flughafen London-Gatwick in den Boden geflogen (Controlled flight into terrain). In starkem Nebel mit 100 Meter Sicht wurde der Anflug begonnen, obwohl die vorgeschriebene Mindestsicht 400 Meter betrug. Die aus Frankfurt kommende Maschine unterschritt den Gleitpfad des Instrumentenlandesystems und wurde nicht mehr rechtzeitig abgefangen. Sie schlug etwa 2,5 Kilometer vor der Landebahn auf und zerbrach, wobei 48 der 62 Menschen an Bord sowie zwei Personen am Boden ums Leben kamen.[35]

- Am 10. Dezember 1988 wurde eine Antonow An-26 der Ariana (Kennzeichen unbekannt) auf einem Inlandsflug von Chost nach Kabul mutmaßlich von pakistanischen Luftstreitkräften abgeschossen, was diese jedoch dementierten. An Bord befanden sich 25 Menschen, von denen höchstwahrscheinlich niemand überlebte.[36]

- Am 18. Juni 1989 musste eine weitere Antonow An-26 auf dem Weg von Kabul nach Sarandsch in bergigem Gelände notlanden, nachdem sich die Frachtrampe im Flug aus unbekannten Gründen geöffnet hatte. Sechs von 39 Menschen an Bord kamen dabei ums Leben, die Maschine wurde schwerst beschädigt.[37]

- Am 11. September 1995 verunglückte eine Antonow An-26 (YA-BAO) beim Landeanflug auf Dschalalabad. Sie schlug aufgrund von Treibstoffmangel kurz vor der Landebahn auf, wobei 3 von 46 Menschen an Bord ums Leben kamen.[38]

- Am 29. Oktober 1997 verunglückte eine Jakowlew Jak-40 der Ariana (YA-KAE) ebenfalls bei der Landung in Dschalalabad, wobei ein Mensch ums Leben kam.[39]

- Am 19. März 1998 wurde eine Boeing 727-228 der Ariana Afghan Airlines (YA-FAZ) im Anflug auf den Flughafen Kabul 15 Kilometer südlich des Zielflughafens in den Berg Shakh-e Barantay geflogen. Die Maschine war auf dem Weg von Schardscha (Vereinigte Arabische Emirate) über Kandahar nach Kabul. Bei diesem CFIT (Controlled flight into terrain) wurden alle 45 Menschen an Bord getötet.[40]

- Am 23. März 2007 kam ein Airbus A300 der Ariana Afghan Airlines (YA-BAD) bei der Landung auf dem Flughafen Istanbul-Atatürk von der Piste ab und wurde dabei irreparabel beschädigt. Die 50 Insassen konnten das Flugzeug unverletzt verlassen.[41]

- Am 8. Mai 2014 schoss eine Boeing 737-400 (YA-PIB) am Flughafen Kabul über das Landebahnende 29 hinaus. Dabei wurde eine ILS-Antenne schwer beschädigt. Das Flugzeug kam erst außerhalb der Landebahn, am Rande einer Umgehungsstraße, zum Stillstand. Die 132 Insassen des aus Neu-Delhi kommenden Fluges wurden über die Notrutschen evakuiert.[42] Am Flugzeug entstand Totalschaden.[43][44][45]

- Am 23. August 2024 überschoss eine Boeing 737-400 (YA-PID) am Flughafen Chost die Landebahn 24 während des Starts. Anschließend durchbrach sie den Sicherheitszaun des Flughafengeländes, bevor sie abhob. Die Maschine landete um 12:12 UTC am Flughafen Kabul statt wie geplant am Internationalen Flughafen von Dubai. Am Flugzeug entstanden erhebliche Schäden am Rumpf sowie an den Höhenrudern. Unter den 119 Personen an Bord gab es keine Verletzten.[46]